# Fotoclub
Un fotoclub è un'associazione costituita spesso da fotografi amatoriali. I membri hanno la fotografia come hobby, praticata soprattutto nel tempo libero.
Attraverso lo scambio di conoscenze ed esperienze e mostrando il lavoro degli altri, si propone di diventare esperti nel campo della fotografia. Ci sono club che trattano foto di un interesse specifico (come la fotografia naturalistica o fotografia d'arte).
In Italia molti club fotografici sono organizzati attraverso la FIAF, Federazione italiana associazioni fotografiche, con sede a Torino. L'adesione può variare notevolmente, da pochi a circa 100 membri.
Alcuni fotoclub sono presenti anche sui social media, come Facebook.